# Relativitat doblement especial
La relativitat doblement especial (DSR) – també vanomenada relativitat especial deformada – és una teoria modificada de relativitat especial en la que no hi ha només un observador-velocitat màxima independent (la velocitat de la llum), sinó també un observador-escala d'energia màxima independent i escala de longitud mínima (el Planck energia i Planck longitud).
Els primers intents de modificar relativitat especial per introduir un observador independent de longitud va ser feta per Pavlopoulos (1967), qui va calcular aquesta longitud sobre 10

metres
En el context de gravetat quàntica, Giovanni Amelino-Camelia (2000) va introduir el que ara és anomenat la relativitat doblement especial, per proposar una proposta específica de conservar la invariància de la Planck longitud 10 ^−36 m.
Això va ser reformulat per Kowalski-Glikman (2001) en termes d'un observador-independent massa de Plancl.
Un model diferent, inspirat al de Amelino-Camelia, va ser proposat el 2001 per João Magueijo i Lee Smolin, qui també es va enfocat en la invariància de Planck energia.
Es va adonar que hi ha, efectivament, tres tipus de deformació de la relativitat especial que permeten aconseguir una invariància de l'energia de Planck; ja sigui com a energia màxima, com a impuls màxim o ambdues coses. Els models DSR possiblement estan relacionats amb la gravetat quàntica de bucle en dimensions 2+1 (dos espais, un temps), i s'ha conjecturat que també existeix una relació en dimensions 3+1.